# ザクロの聖母

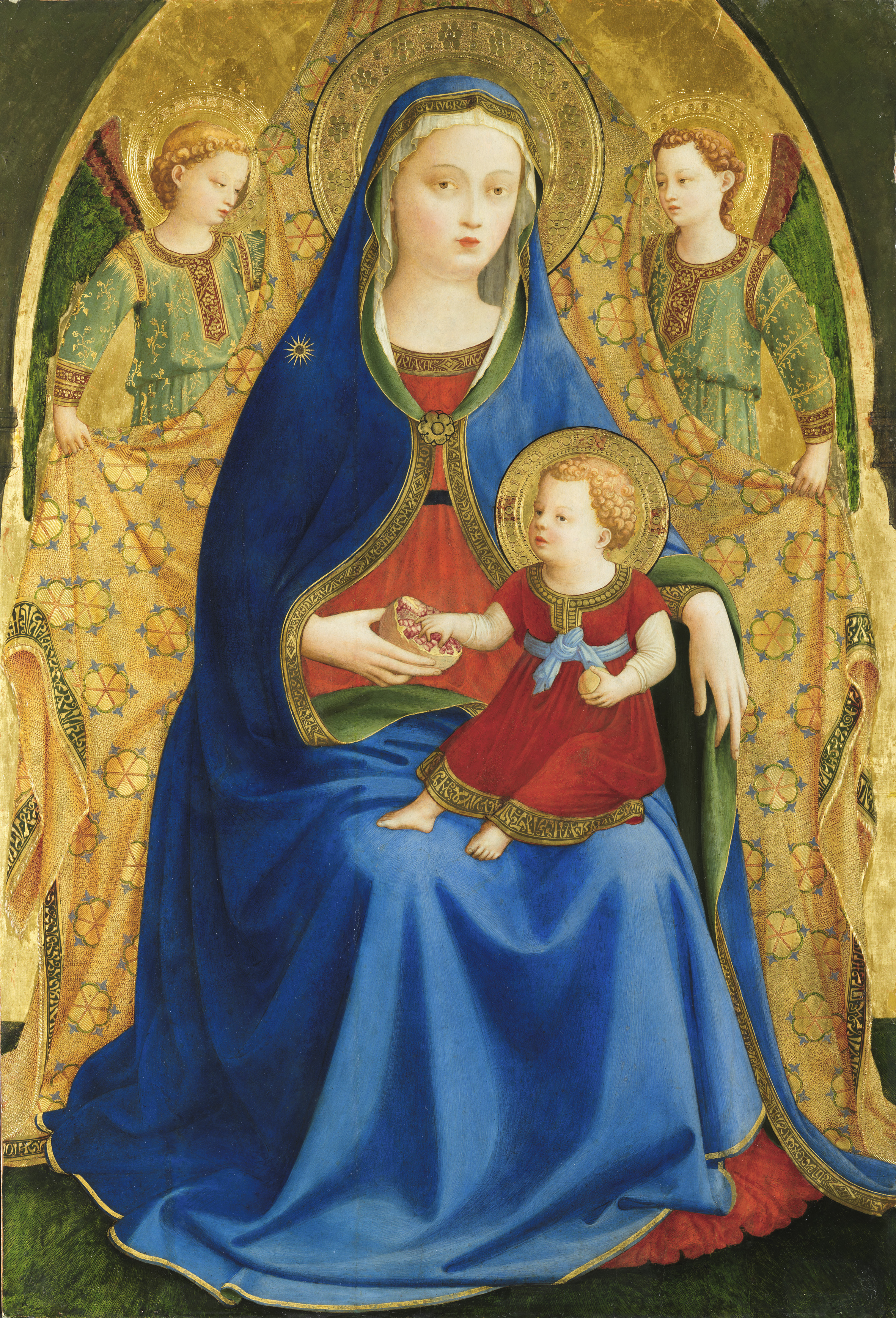
ザクロを描いているフラ・アンジェリコの『ザクロの聖母』、1426年頃、板上にテンペラ、プラド美術館 (マドリード)

『ザクロの聖母』（ザクロのせいぼ、伊: Madonna della Melagrana）は、イタリアのルネサンス期、フィレンツェ派の巨匠、サンドロ・ボッティチェッリが1487年頃に制作した板上のテンペラ画である。「トンド」としてよく知られている円形式を用いることにより、中心人物である聖母マリアと幼子イエス・キリストに焦点が当たっている。聖母子は両側にいる天使によって左右対称に囲まれている。ボッティチェッリがテンペラグラッサを使用していることで、ルネサンス期に一般的な「自然主義的」様式として知られている写実的な外観が人物に与えられている。聖母マリアは左手にザクロを持って、イエスを優しく腕に抱いているが、表現されているザクロは宗教的な作品における意味についていくつかの異なる解釈がある。ルネサンス期の芸術家は他の名を成した芸術家の作品を模倣して自身の技術を習得したため、『ザクロの聖母』の複製は多数存在する。本作は現在、フィレンツェにあるウフィツィ美術館に展示されている。

## 歴史
『ザクロの聖母』は、ボッティチェッリとして一般に知られているアレッサンドロ・ディ・マリアーノ・ディ・ヴァンニ・デイ・フィリペーピ（1445–1510年）による絵画である。ボッティチェッリはフィレンツェで生まれ育ち、人生の大部分をフィレンツェのルネサンス期に最も称賛された芸術家の1人として過ごした。ボッティチェッリは10代前半に勉学を放棄し、フィレンツェで最も影響力のあった画家の1人、フィリッポ・リッピ（1406-1469年）の下で芸術家としての修業を開始した。リッピは権力のあった有名なメディチ家によってフィレンツェで大切に保護されていたが、修道院や教会のために作品を制作し、線描の明瞭さと女性像の描写でよく知られていた。その芸術は、ボッティチェッリの様式に大きな影響を与えており、重要である。『ザクロの聖母』は、ボッティチェッリがフィレンツェの工房で制作した多くの絵画の1つである。ボッティチェッリは他の多くの著名な作品も描き、『ザクロの聖母』の制作時にはすでに芸術家として確立されていた。絵画が依頼されたものであるのか、また誰によって依頼されたのかはわかっていない。

## 概要
絵画の中で、ボッティチェッリは表現されている人物を非常にたやすく識別できるようにした。中央の聖母マリアとして知られている聖母は、その両側に3人ずついる天使に左右対称的に囲まれている。聖母を取り巻く天使たちは、ユリとバラの花輪で聖母を崇拝している。イエス・キリストはザクロの上に片手を置いて、聖母マリアの腕の中に穏やかに横たわっているが、聖母マリアとイエスは二人とも悲しそうな表情をしている。聖母マリアとイエスの表現は、神の子イエスが将来耐えるであろう痛みと拷問を鑑賞者に思い起こさせることを目的としたものである。

## 様式
ボッティチェッリはその画業を通じて高度な技術を持ち、頻繁に制作を依頼された芸術家であった。『ザクロの聖母』で、ボッティチェッリはイタリアのルネサンス芸術家としての技術を示している。本作の様式は、ルネサンス美術で一般的に見られる「本物さながら」を意味する「自然主義」である。ボッティチェッリは、輝く天の光となっている垂直線を使用して、聖母マリア、イエス、ザクロに鑑賞者の注意を引きつけている。トンドとして知られている円形式の使用は、聖母子とザクロに注意が向けられるのに役立っている。また、聖母マリアとイエスの両側に同数の天使を描くことによって左右対称の様式を用いている。画家は注意深いフリーハンドによる木炭のデッサンで、人物像をしっかりと描写することから始めた。ボッティチェッリはしばしば最近の革新を採用することを厭わなかったが、本作の最も重要な革新はテンペラグラッサの使用であった。テンペラグラッサは卵黄に油を加えることで変化させた絵具の一種であり、本作に見られるように絵具がより透明になった。ボッティチェッリは、肌の色調と、使用した顔料を塗る際の絵筆の技術でよく知られており、非常に薄い不透明な層に顔料を塗り重ねることがよくあった。これは、画家たちには「スクランブル」としてよく知られている。ボッティチェッリは本作に見られるように、白、黄土色、辰砂、赤い顔料の半透明の層を重ねて使用している。画家が描く女性の顔は淡い色の磁器のようで、頬、鼻、口の部分に微かなピンク色の筆触が見られる。ボッティチェッリは、神の子などの幼児を辰砂の釉薬や赤い顔料のアクセントなどで、より濃い色で塗っている。使用されている顔料は非常に冷めた色調であるが、さまざまな豊かな色が混ざっている。天使たちが暗い色調を持っている一方、聖母子の肌の色調と衣服にずっと明るい色を使用することによって、聖母子は際立っている。

## 解釈
ボッティチェッリの作品、『ザクロの聖母』には、聖母マリアが持っているザクロの意味についていくつかの異なる解釈がある。

### 心臓の解剖学
絵画中のザクロは、心臓の解剖学的構造の正確な表現として認識されている。 15世紀後半、ボッティチェッリは人体解剖学への関心の再興と古代に失われた医学的知識の再生を知ることとなった。ルネサンスの芸術家は、死体の解剖を通してこの失われた知識を取り戻すことができた。ルネサンス時代、芸術家は解剖学者になることは非常に価値があると感じて、人体をよりよく理解するようになり、芸術作品をより生き生きとしたものに改善することがでた。作品の題名、『ザクロの聖母』は、聖母マリアの手に握られている果物に由来している。ザクロはキリストの苦難と復活の象徴としての役割を果たしており、キリスト教では生から死への移行と復活を象徴している。ザクロは、残された種から最終的にふたたび生まれるからである。開いたザクロに見える赤い種は、人類を救ったイエスの流血を鑑賞者に想起させるためのものである。ザクロの皮を剥いた部分は、心臓の心室と同じく非対称の心室を表している。ボッティチェッリは内側の海綿状の膜を表示し、仮種皮（シードポッド）を5つの空間に放出している。これらの空間は、心房、心室、および主な肺動脈幹を表している。最上部は2つの部分に分かれており、上大静脈と3本の枝がある大動脈弓を模倣したものとなっている。ザクロはまた、イエスの心臓の位置を覆う胸の左側の前に位置している。実際の心臓の解剖学的構造と、イエスの胸の上のザクロの描写との、これらの驚くべき類似性は、聖母マリアとイエスが持っているザクロに隠された心臓の仮説がおそらく的を得ていることを示している。

### 聖母マリアの美徳
第二に作品にザクロを描きいれることは、聖母マリアを称賛するのに役立つ。イエスはキリスト教の中で最も重要な人物であるが、聖母マリアはその母親として重要な役割を果たしている。聖母マリアは、幼子イエスの全体的な成長を助ける強力な感情的および身体的基盤の両方を提供することにより、幼子イエスの成長に重要な役割を果たしているのである。イエスが成長するにつれて、母マリアはイエスの成長する身体を扶持し、適切な栄養を提供し続ける。聖母マリアの母親としての義務には、保護を提供し、必要な技術、規則、価値観を教え、それらをイエスが一生保持するようにすることも含まれる。マリアは、神の子を産み育てるための母親としてのこの特別な役割を忠実に受け入れたために、神からのこの途方もない偉業を受け入れたために、勇気、愛、最大限の信仰などの多くの名誉ある美徳を有していることを示している。

## 複製
ルネサンス期には、芸術家が他の芸術家の作品を模倣することは珍しいことではなかった。確立された芸術家の作品の複製を制作する練習は、芸術的な修行にとって重要であった。『ザクロの聖母』の複製は多数存在する。イングリッシュ・ヘリテッジの上級コレクション保護官であるレイチェル・ターンブルは、自身の工房にあった作品 (ボッティチェッリ作品の質の悪い複製と見なされていた) の黄色い装飾部分を何年もかけて取り除いた後、その作品が実際にはボッティチェッリのフィレンツェの工房が制作したオリジナルの複製であることを発見した。レイチェル・ターンブルは、チームと何年にもわたって精力的に取り組んだ後、元の複製の上に塗られていた絵具を削除して、より本来の状態にし、元の筆触と絵具を見つけることができた。調査の後、専門家たちは絵具の試験を行うことができ、作品がルネサンス時代の作品であることがわかった。ロンドンのイングリッシュ・ヘリテッジの専門家は、使用された絵画の様式と筆触から、彼らの工房にあった絵画が確かにボッティチェッリのフィレンツェの工房作のオリジナルであると判断することができたのである。